# Pluxilloides
Pluxilloides là một chi bướm đêm thuộc họ Noctuidae.